# 旧艾瑟尔斯特雷克
旧艾瑟尔斯特雷克（荷兰语：Oude IJsselstreek，意为“旧艾瑟尔河地区”）是荷蘭的一個市镇，位於荷蘭東部。旧艾瑟尔斯特雷克設立於2005年1月1日，由亨德灵恩（Gendringen）和维斯赫（Wisch）合併而成。

## 外部連結
- 维基共享资源上的相關多媒體資源：旧艾瑟尔斯特雷克
- Official website （页面存档备份，存于）